# Hair (musical)
Hair: The American Tribal Love-Rock Musical  é um rock-musical escrito por James Rado e Gerome Ragni, também autores das letras das músicas criadas por Galt MacDermot. Produto da contracultura hippie e da revolução sexual dos anos 60, muitas de suas canções tornaram-se hinos dos movimentos populares antiguerra do Vietnã nos Estados Unidos.
A profanação de valores embutida no musical, sua descrição do uso de drogas ilegais, tratamento da sexualidade, irreverência pela bandeira nacional e uma cena de nu explícito, causaram enorme controvérsia. Ele trouxe o mundo dos musicais a novos parâmetros, criando o "rock-musical", usando a integração racial para compor o elenco e convidando a plateia a interagir com o espetáculo, subindo ao palco na cena final.
Hair conta a história da "Tribo", um grupo de hippies cabeludos politicamente ativos da 'Era de Aquário', que levam uma vida boêmia em Nova York e lutam contra o alistamento militar para o Vietnã. Claude, seu bom amigo Berger, sua amiga Sheila e outros amigos hippies, tentam equilibrar suas jovens vidas, amores e sexo livre com a rebelião pessoal contra seus pais e a sociedade conservadora norte-americana. Em última análise, Claude precisa decidir entre rasgar seu cartão de alistamento como seus amigos fizeram ou sucumbir à pressão de seus parentes (e da América conservadora) e servir no Vietnã, comprometendo seus princípios pacifistas e arriscando sua vida.
Após estrear off-Broadway em outubro de 1967 no The Public Theater — onde ficou por 45 dias — e fazer algumas apresentações numa discoteca no centro de Manhattan, a peça estreou na Broadway em 29 de abril de 1968 para uma carreira que duraria por 1750 apresentações. Produções subsequentes e simultâneas foram montadas em diversas cidades dos Estados Unidos e da Europa e a partir daí a peça foi apresentada por todo o mundo, incluindo a gravação de discos nas línguas locais, como a gravação original do elenco nova-iorquino, que vendeu cerca de três milhões de cópias nos Estados Unidos e ganhou o Grammy Awards de Melhor Álbum de Musical. Algumas das canções fizeram parte da lista de Top 10 da Billboard e um filme foi feito em 1979, dirigido por Milos Forman, baseado no musical.

## História
Hair foi concebido pelos atores James Rado e Gerome Ragni, que se conheceram em 1964 durante uma peça fracassada encenada off-Brodway chamada Hang Down Your Head and Die e começaram a escrever juntos o musical no fim daquele ano. Os personagens principais, "Claude" e "Berger", são autobiográficos, com o "Claude" de Rado sendo um romântico pensativo e o "Berger" de Ragni um extrovertido. A relação próxima e volúvel dos dois autores foi refletida no musical. Rado diz: "Nós éramos grandes amigos. Tínhamos um tipo de relação passional que dirigíamos para a criatividade, para os textos e canalizamos para a criação da peça. Nós colocamos o drama existente entre nós em cima do palco."
Rado descreve a inspiração para Hair como a combinação de alguns personagens que encontravam pelas ruas, pessoas que conheciam e sua própria imaginação: "Nós conhecemos esse grupo de garotos do East Village que estavam recusando e jogando fora os certificados de alistamento e havia vários artigos na imprensa sobre alunos que estavam sendo expulsos das escolas por usarem cabelos compridos. Havia uma grande excitação nos parques, nas ruas e nas áreas hippies e nós imaginamos que se pudéssemos transmitir isso para o palco seria magnífico. Nós saíamos com eles e íamos a seus "Be-Ins"[i] e deixamos nossos cabelos crescer. Vários integrantes do elenco original foram recrutados diretamente das ruas." Rado continua: "Aquilo foi muito importante historicamente e se nós não o tivéssemos escrito, não teria havido nenhum registro daquele movimento. Você hoje pode ler ou ver filmes sobre aquilo, mas não pode vivenciar a experiência pessoalmente. Nós pensamos: Isto está acontecendo nas ruas e queremos levar para o palco."
Rado e Ragni levaram seus rascunhos da peça até um produtor, Eric Blau, que os colocou em contato com o compositor canadense Galt MacDermot. MacDermot havia ganho o Grammy em 1961 e tinha um estilo de vida completamente diferente dos outros dois. Usava cabelo curto, tinha esposa, quatro filhos e nunca tinha entrado em contato com um hippie antes do encontro, mas dividiu com eles o entusiasmo por criar um musical de rock & roll. Os três trabalharam de maneira independente, com Rado e Ragni lhes levando as letras e ele transformando-as em música. MacDermot compôs a trilha musical completa em três meses.

### Off-Broadway
Os criadores de Hair apresentaram o musical para diversos produtores e receberam apenas negativas. Joseph Papp, que dirigia o New York Shakespeare Festival, resolveu que queria Hair para abrir o novo The Public Theater, ainda em construção no East Village de Nova York. Hair seria a primeira atração oferecida por Papp que não era relacionada a William Shakespeare. A montagem, porém, não ocorreu com tranquilidade. O diretor do Public, Geral Freedman, demitiu-se frustrado: "A seleção e os ensaios foram confusos, o material em si era incompreensível para vários de nós da equipe do teatro." Papp aceitou a renúncia de Freedman e contratou a coreógrafa Anna Solokow para o cargo, mas após um desastrado ensaio final com as roupas da peça, ele foi obrigado a chamar Freedman em Washington, onde ele se encontrava, para que assumisse o trabalho novamente.

Cartaz de Hair, na Cheetah, antes de estrear na Broadway (1967).

Hair estreou em 17 de outubro de 1967 e foi encenado no Public por cerca de seis semanas. Apesar de receber críticas mornas da imprensa, ele logo se tornou popular com as audiências e no mesmo ano um álbum com as músicas foi gravado pelo elenco off-Broadway.
Michael Butler, um empresário de Chicago que pretendia lançar sua candidatura ao Senado dos Estados Unidos tendo como plataforma política a oposição à Guerra do Vietnã, viu um anúncio da peça no New York Times e, imaginando tratar-se de uma obra sobre índios americanos, sugestionado pelo cartaz do anúncio, foi ao teatro assistí-la. Acabou assistindo-a várias vezes e resolveu juntar esforços com Papp para levar o musical a outro teatro de Nova York quando acabasse o tempo acordado de exibição no Public. Sem um teatro disponível, os dois levaram Hair para uma discoteca na Broadway, onde ela estreou em 22 de dezembro de 1967 e foi encenada durante 45 dias. Tanto no Public Theater quanto na discoteca, ainda não havia nudez em Hair.
Entre o fim das apresentações na discoteca Cheetah e a estreia na Broadway três meses depois, Hair passou por várias modificações. Seu enredo original off-Broadway, que já trazia a base do que o faria famoso mas tinha muitas divagações surreais, foi ainda mais depurado, tornando-o mais realista. Por exemplo, o personagem "Claude", que na concepção original era um extra-terrestre que pretendia ser um cineasta, na montagem final da Broadway tornou-se um humano. Além disso, treze novas canções foram incluídas no roteiro e "Let the Sunshine In", um de seus futuros hinos pacifistas, foi adicionado ao fim do musical, para que ele se tornasse mais edificante e otimista em sua mensagem.
Antes da mudança para a Broadway, a equipe de criação contratou o diretor Tom O'Horgan, que havia feito sua reputação dirigindo teatro experimental  em Nova York. Ele tinha sido a primeira escolha dos autores para dirigir a peça no Public, mas na época encontrava-se na Europa. A revista Newsweek descreveu o estilo de direção de O'Horgan como "selvagem, sensual, e bem musical … [ele] desintegra a estrutura verbal e muitas vezes divide e distribui o caráter narrativo até mesmo entre diferentes atores.... O'Horgan gosta de um bombardeio sensorial." Nos ensaios, o diretor usou técnicas que envolviam jogos de improvisação e muitas delas acabaram incorporadas ao roteiro final. O'Horgan e a nova coreógrafa Julie Arenal encorajaram a liberdade de criação e a espontaneidade entre seus atores, introduzindo um estilo de interpretação expansiva e orgânica nunca vista antes na Broadway. A inspiração para incluir a nudez no musical veio quando os autores assistiram a uma demonstração antiguerra no Central Park onde dois homens ficaram nus numa atitude de desafio e liberdade, e decidiram incorporar a ideia ao show. O'Horgan já havia usado da nudez em várias de suas peças experimentais, e ajudou a integrar a ideia dentro da estrutura do musical.
Papp, o produtor original off-Broadway declinou de tentar uma carreira para Hair na Broadway, e assim Butler assumiu a produção e o desafio sozinho. Durante algum tempo parecia que ele não seria capaz de conseguir um teatro, já que os donos dos principais deles ficaram receosos de exibir material tão controverso. Butler, porém, puxou alguns cordões de ligações políticas e laços familiares e acabou convencendo David Cogan, dono do Biltmore Theater, a lançar o espetáculo.

## Enredo

### Prólogo
O ano é 1968 e o lugar é um parque em Greenwich Village, Nova York. Claude está sentado sozinho no meio do palco. Um altar e uma chama estão dispostos à sua frente. Aos poucos, a Tribo se aproxima e se junta a ele. Berger e Sheila, dois amigos e integrantes da Tribo, cortam uma mecha de seu cabelo e a colocam no fogo. O grupo então abre o musical cantando "Aquarius".

### Ato I
Berger se apresenta ao público e canta "Donna", sobre seu amor perdido. A Tribo o segue cantando "Hashish", enquanto Woof homenageia a sexualidade cantando "Sodomy". Hud entra em cena, pendurado de cabeça para baixo pelas pernas numa vara e canta "Colored Spade". Finalmente é Claude quem se apresenta à plateia cantando "Manchester, England" e diz: 'Eu sou Aquarius, destinado à grandeza ou a loucura'. A Tribo o segue cantando "I'm Black" e "Ain't Got No".
Sheila, a estudante burguesa da Universidade de Nova York e ativista política, é carregada numa fanfarra enquanto canta "I Believe in Love". Ela então lidera a Tribo numa manifestação pela paz ("Ain't Got No Grass" e "Air"). Jeannie, membro da Tribo, que canta "Air" com as amigas Crissy e Dionne, revela que está grávida mas que se apaixonou por Claude. A Tribo canta "Initials" e então Claude anuncia: "Esta, amigos, é a Idade da Pedra psicodélica".
Claude é então confrontado por três conjuntos de pais e parentes, interpretados por membros da Tribo, que o pressionam falando sobre ética, trabalho, valores americanos e lhe dizem que uma carta com sua convocação para a Guerra do Vietnã chegou pelo correio. Um conflito então surge entre as épocas de 1948 e 1968 ("I Got Life" e bis de "Ain't Got No").
Mais tarde, Berger diz à Tribo que Claude teve que se apresentar na junta de alistamento. Berger também acabou de ser expulso do colégio e é atacado por três diretores de estilo "hitlerista" ("Goin' Down"). Claude retorna anunciando que passou nos exames físicos do exército. Berger, Woof e Hud tentam ter ideias para permitir a Claude se livrar da convocação e do serviço militar no Vietnã. Em seguida, Claude queima o que parece ser seu cartão de alistamento mas a Tribo descobre que era apenas um cartão de biblioteca. Um homem e uma mulher passam pelo local, turistas numa terra de hippies, e falam com o grupo. Claude, Berger e o resto da Tribo cantam "Hair" para eles. A mulher, impressionada, canta "My Conviction" em resposta e confessa que é uma travesti.
Sheila se junta ao grupo. Ela conta como vive em conjunto com Berger e Claude e mostra uma camisa de cetim amarela que trouxe para Berger. Ele começa a brincar em volta deles, "estapeando-a", pisando na camisa e gritando. Claude e Sheila tentam fazê-lo ficar quieto cobrindo sua cabeça com a camisa, quando Berger a pega, leva para longe e a rasga. Sheila, irritada com a atitude, canta "Easy to Be Hard". Berger então pega a camisa de volta e a leva para costurar e Sheila confessa a Claude que está impaciente com o amigo. Então Berger e Woof fazem sua irônica saudação à bandeira americana cantando "Don't Put it Down".
"É hora pra o Be-In! Turistas…venham para a orgia!" Jeannie tentar ficar junto a Claude mas ele a rejeita. Ela está saindo para segui-lo ao "Be-In" quando vê Crissy num canto. Crissy lhe diz que está ali para esperar por "Frank Mills" (que ela canta), um amor que se foi. Participando do Be-In, a Tribo canta "Hare Krishna" celebrando o amor e a vida, consumindo maconha.
Claude então prepara-se para queimar realmente seu cartão de alistamento, mas muda de ideia e canta "Where Do I Go". Depois, pergunta onde estão todos. A Tribo então emerge toda nua entoando palavras como 'liberdade', 'felicidade' e 'flores'.

### Ato II
Crissy tenta ouvir uma música numa vitrola mas é abafada pelo grupo cantando "Electric Blues". A Tribo emenda a canção com "Oh Great God of Power" mas tudo que conseguem é ver Claude aparecer vestido com uma roupa de gorila. Ele acaba de retornar do centro de alistamento e Berger e a Tribo descrevem sua versão do encontro. Três das mulheres da tribo cantam as virtudes dos negros em "Black Boys" e são respondidas por três loiras caracterizadas como integrantes  do trio The Supremes que cantam  "White Boys". Berger começa a distribuir cigarros de maconha entre todos e logo que a droga faz efeitos todos cantam "Walking in Space".
A ação então é focada na viagem alucinógena de Claude. Nela, aparece George Washington na guerra, acompanhado de vários índios. A eles se juntam Abraham Lincoln, John Wilkes Booth, Ulysses Grant, Calvin Coolidge e Scarlett O'Hara. Logo depois aparecem monges budistas, freiras católicas e manifestações contra a guerra se seguem, como a feiúra da guerra contra os vietcongs. A Tribo invoca as palavras de Shakespeare cantando "What a Piece of Work is Man" para tentar entender e racionalizar os fatos. Enfim a "viagem" termina ("How Dare They Try") e todos tentam trazer Claude de volta à realidade. Entretanto, ele parece ter problemas em retornar aos dias presentes.
A Tribo divide-se em grupos para dormir sob a luz do luar e Sheila canta "Good Morning, Starshine". Um colchão aparece e a Tribo comemora, cantando "Never Can You Sin in Bed". Eles separam-se de Claude e reuném-se num grupo de Flower power batendo paus e panelas, entoando cânticos antiguerra. Depois chamam por Claude, mas ele desapareceu.
Sem ser visto por seus amigos, pois só está ali em espírito, Claude reaparece de uniforme militar e diz: "Estou exatamente aqui. Gostem disso ou não, eles me pegaram." ("The Flesh Failures"). Ainda sem poder vê-lo, a Tribo canta "Eyes, Look Your Last" em contraponto a Claude que canta novamente "Manchester, England". Sheila repete "The Flesh Failures" e lidera o grupo na canção final "Let the Sun Shine In".
Ao final, a Tribo descobre a presença de Claude, que está deitado no chão, de uniforme sobre a bandeira americana, no centro do palco. Berger pega seus pedaços de pau, com eles faz uma cruz sobre o corpo deitado de Claude, e todos desaparecem, deixando o corpo estendido no chão. No encerramento, a Tribo volta a cantar "Let the Sunshine In" e chama a plateia para dividir o palco com eles.

## Canções
A trilha musical tinha muito mais canções que os musicais típicos da época. A maioria dos espetáculos da Broadway tinha entre seis e dez canções por ato. O total de Hair era de mais de trinta. A lista abaixo reflete a apresentação mais comum na Broadway:
| Ato I - "Aquarius" - "Donna" - "Hashish" - "Sodomy" - "I'm Black/Colored Spade" - "Manchester England" - "Ain't Got No" - "I Believe in Love" - "Air" - "Initials (L.B.J.)" - "I Got Life" - "Going Down" - "Hair" - "Easy to Be Hard" - "Don't Put It Down" - "Frank Mills" - "Be-In" - "Where Do I Go" | Ato II - "Electric Blues" - "Black Boys" - "White Boys" - "Walking in Space" - "Yes, I's Finished/Abie Baby" - "Three-Five-Zero-Zero" - "What a Piece of Work Is Man" - "Good Morning Starshine" - "The Bed" - "Aquarius" – (repetição) - "Manchester England" (repetição) - "Eyes Look Your Last" - "The Flesh Failures" - "Let the Sunshine In" |

### Gravações
A primeira gravação de Hair foi feita em 1967 com o elenco da produção off-Broadway. A gravação com o elenco original da Broadway recebeu o Prêmio Grammy em 1968 para melhor trilha de musical e vendeu cerca de 3 milhões de cópias nos Estados Unidos até dezembro de 1969. Em 2007, o New York Times observou que "o álbum com o elenco de Hair tornou-se obrigatório para a classe média. Sua exótica arte da capa laranja e verde ficava imediatamente impressa na psiquê de quem a olhava.... ele tornou-se um clássico do pop-rock, que, como todo bom pop, tem um apelo que transcende gostos particulares por gêneros ou épocas."
Canções da peça foram gravadas por diversos artistas, entre eles Diana Ross, Shirley Bassey e Barbra Streisand. "Good Morning Starshine" foi gravada por Sarah Brightman, Diana Ross e Oliver.
Com este último, o compacto da música chegou ao 3º posto da Billboard Hot 100, vendeu mais de um milhão de cópias e recebeu o Disco de Ouro da R.I.A.A. em agosto de 1969.
O grande sucesso de Hair porém, foi o medley "Aquarius / Let the Sunshine In", gravado pelo The 5th Dimension. A single com as duas canções integradas chegou ao topo da Billboard, passando seis semanas consecutivas em primeiro lugar das paradas, sendo o primeiro medley na história da fonografia americana a conseguir esse feito, e conquistou o Prêmio Grammy para Gravação do Ano, em 1970. Na Grã-Bretanha, Nina Simone fez sucesso com o medley "Ain't Got No / I Got Life". Em  1970, a ASCAP anunciou que "Aquarius" foi a música mais tocada nos rádios e televisões naquele ano.
Produções da Inglaterra, Alemanha, Brasil, Suécia, Japão, Israel, Austrália e outros países também lançaram discos gravados por seus elencos e mais de mil gravações vocais e/ou instrumentais individuais de suas canções foram colocadas no mercado. O sucesso das músicas chamou tanto a atenção que a ABC Records, depois de uma guerra de ofertas, contratou Galt MacDermot por uma soma recorde para compor as músicas do próximo musical a ser produzido pela empresa.

## Temática

### Raça e tribo
Hair explora muitos dos temas pacifistas do movimento hippie dos anos 60. Excluindo dois musicais precedentes dos anos 20 e 30, que tratam do preconceito racial, da vida dos negros americanos e tinham elencos eminentemente negros, Hair abriu a Broadway para a integração racial, com um terço do elenco sendo de negros. Exceto por esquetes satíricos, os papéis dos negros na Tribo os colocam como iguais aos brancos, quebrando a tradição dos papéis de escravos e servos sempre reservados a eles no ramo do entretenimento. A revista Ebony, dedicada ao mercado afro-americano, declarou que o musical era o maior mercado para atores negros da história do teatro nos Estados Unidos.
Várias das cenas e canções da peça tratam de temas raciais. "Colored Spade", a música que introduz o personagem "Hud", um militante negro, tem na letra uma longa lista de insultos raciais, como "jungle bunny" (coelhinho da selva) e "little black sambo" (pequeno mestiço negro) com que os negros eram denominados.". Ao fim dela, "Hud" diz à Tribo que o "bicho papão" vai pegá-los e o grupo finge estar assustado. "Dead End", cantada pelos integrantes negros, é uma coletânea de sinais de rua que simbolizam a frustração e a alienação da população negra ("keep out… mad dog… hands off"). Um dos cânticos de protesto diz: "O que nós achamos que é realmente legal? Bombardear, linchar e segregar!. Enquanto "Black Boys/White Boys" é um exuberante reconhecimento da miscigenação.
As inúmeras referências aos nativos americanos na peça são parte do foco anticivilização, anticonsumismo e a favor do naturalismo do movimento hippie. Os personagens do grupo são denominados como "Tribo", emprestando o termo das comunidades indígenas. O elenco de cada produção deveria escolher um nome tribal. "A prática não é apenas cosmética… todo o elenco deve trabalhar junto, gostarem uns dos outros e muitas vezes dentro do espetáculo deve funcionar com um único organismo. Todo o sentido de família, de laços, de responsabilidade e de lealdade inerentes à palavra 'tribo', precisam ser sentidos por todo o elenco". Para reforçar este sentimento, o diretor O'Horgan fez o elenco praticar exercícios de sensibilidade baseados na confiança mútua, incluindo toques, audição e um extenso exame uns dos outros, que derrubou a barreira entre os membros do elenco e da equipe de produção e incentivou a união de todos. Estes exercícios foram baseados em técnicas do Esalen Institute e do teatro laboratório polonês. A própria ideia de Claude, Berger e Sheila viverem juntos, é uma outra faceta do conceito de tribo dos anos 60, mostrado na capa do livro The Love Tribe, de Joseph Mathewson, que descrevia a vida dos jovens do East Village de então.

### Nudez, liberdade sexual e drogas
A breve e famosa cena de nudez ao final do Primeiro Ato foi objeto de grande controvérsia e notoriedade. O crítico Gene Lees escreveu: "Muito se tem falado desta cena…a maioria um monte de bobagens". A cena foi inspirada na nudez de dois homens, para provocar a polícia, presenciada por Rado e Ragni durante uma manifestação antiguerra. Durante a canção "Where Do I Go", o palco era forrado com uma grande peça de tecido, próprio para uso em cenários de teatro, principalmente cortinas, em cima do qual, aqueles que escolhessem ficar nus – a nudez era opcional para os atores – retiravam as roupas. Enquanto a canção se desenrolava, eles ficavam nus, imóveis e em pé, cantando sobre pérolas, flores, felicidade e liberdade. A cena demorava cerca de 20 segundos. Ela era tão rápida e iluminada de maneira tão difusa, que levou o comediante Jack Benny a fazer graça num intervalo de uma apresentação em Londres, perguntando: "Vocês repararam se algum deles era judeu?" Mesmo assim, a cena resultou em várias ameaças de censura e reações violentas em alguns lugares.

A polêmica cena de nudez em Hair, na montagem brasileira de 1969.

O elenco francês — que contou por dois anos com a participação do ator e cantor português Sérgio Godinho — era o que mais ficava nu das produções estrangeiras, enquanto a Tribo de Londres achava a cena a mais difícil de fazer no musical. O elenco sueco teve muita relutância com a cena enquanto o dinamarquês chegava a andar nu pelos corredores do auditório durante o prelúdio da peça. Em algumas apresentações iniciais, os alemães realizavam a cena atrás de uma grande faixa cobrindo a parte de baixo de seus corpos, escrita "censurado". Donna Summer, que fez parte da tribo alemã, resumiu o fato: "A cena não tinha nenhuma pretensão de ser sexual e não era. Nós ficávamos nus, em pé, simbolizando o fato de que a sociedade se preocupa mais com a nudez do que com mortes. Nós nos preocupamos mais com alguém andando quase nu pelas ruas do que com alguém andando por aí atirando nas pessoas". No Brasil, o problema foi de outra maneira, com a cena sendo realizada normalmente mas com duração limitada, exigida pela censura militar da época e só permitida após longa negociação entre os produtores e os censores do governo.
Natalie Mosco, integrante do elenco original da Broadway, explicou seus sentimentos: "Eu era totalmente contra fazer a cena de nu em princípio, mas me lembrei de minha professora de arte dramática me dizendo que parte do trabalho de representar é ser privado em público. Então eu a fiz." Outra atriz da montagem original, Melba Moore, disse: "A cena não significa nada mais do que você quer que signifique. Nós damos muito valor em cobrir nossos corpos, mas isso não significa nada. É como muitas pessoas ficarem tensas sobre nada. Sim, no começo eu estava apavorada. Pensei, 'estou aqui nua, sem proteção e todo mundo olhando pra mim'. Agora, eu fico surpresa de estar ali, nua, completamente à vontade, sem ficar embaraçada. Quem fica assim é a audiência." James Rado disse: "Ficar nu na frente de uma plateia significa que vocês está desnudando sua alma. Não apenas sua alma mas todo seu corpo. A cena é muita apta para o musical, muito honesta e quase necessária".
Hair glorifica a liberdade sexual de várias maneiras. "O elemento amor era palpável no movimento pacifista", diz Rado. Durante a canção "Sodomy", Woof exorta a todos "participarem da completa orgia do Kama Sutra". Perto do fim do Segunto Ato, os membros da tribo revelam suas tendências ao amor livre quando brincam sobre quem vai dormir com quem naquela noite. Woof tem uma grande atração por Mick Jagger e um abraço a três entre Claude, Berger e Sheila, acaba com os dois homens se beijando.
Várias drogas ilegais são usadas pelos personagens durante o musical, especialmente um alucinógeno durante a sequência da viagem lisérgica de Claude. A canção "Walking in Space" começa durante a sequência e a letra homenageia a experiência declarando "como eles ousam interromper esta beleza…neste mergulho nós redescobrimos as sensações…nossos olhos estão abertos, muito, muito, muito…" Em outra fala, Sheila fuma um cigarro de maconha e diz que quem pensa que maconha é ruim, tem a cabeça cheia de merda". De maneira geral, a Tribo tem preferência por alucinógenos e drogas de 'expansão da mente', em detrimento de depressivos e anfetaminas. A canção "Hashish" fala de um lista de drogas farmacêuticas, legais e ilegais, como álcool, cocaína, LSD, ópio e clorpromazina, usada como psicotrópico.

### Pacifismo e ambientalismo
O tema do pacifismo que permeia o musical é unificado com o dilema moral de Claude, se ele queima ou não seu cartão de alistamento. O pacifismo é explorado em diversas canções e sequências da peça, uma delas a viagem lisérgica durante o Segunto Ato. A letra de "Three-Five-Zero-Zero" evoca os horrores da guerra. Ela foi baseada num poema de 1966 de Allen Ginsberg. Neste poema, um "general Maxwell Taylor" orgulhosamente informa o número de inimigos mortos em um mês, "Três-Cinco-Zero-Zero", repetindo-o dígito a dígito para causar mais efeito.
"Don't Put It Down" satiriza o irrefletido patriotismo de pessoas que são absolutamente 'loucas' pela bandeira norte-americana. "Be In (Hare Krishna)", evoca e elogia os movimentos pacifistas e eventos como os "Be-Ins" de São Francisco e do Central Park. Durante o desenrolar do musical, a Tribo entoa slogans populares como "O que nós queremos? Paz – Quando queremos isso? Agora!". A otimista e final "Let The Sunshine In" é um chamado à ação para rejeitar a escuridão da guerra e mudar o mundo para melhor.
Hair também satiriza a poluição causada pela civilização. Jeanie aparece através de um alçapão no palco usando uma máscara contra gases e canta "Air". Na letra, "Bem-vindo dióxido de enxofre, alô monóxido de carbono, o ar… está em todo lugar". Ela sugere que a poluição acabará matando-a em "vapor e fumaça na pedra do meu túmulo, respirando como um perfume sombrio". Com uma veia cômica pró-verde, "Woof" apresenta-se ao público dizendo que faz "crescer coisas", como beterraba, milho e ervilhas doces.

### Religião e astrologia
A religião aparece tanto abertamente quanto simbolicamente durante a peça, muitas vezes tratada como piada. Berger canta sua procura por "My Donna", o que leva ao duplo significado entre a mulher que ele procura e a Madona. Em "Sodomy", um hino a tudo que seja "sujo" sobre sexo, o elenco evoca posições religiosas como a Pietá e Cristo na cruz. Antes da canção, inclusive, Woof recita um rosário modificado.
Claude torna-se uma clássica figura de Cristo em várias partes da peça. No Primeiro Ato, ele entra dizendo "Eu sou o Filho de Deus; eu desaparecei e serei esquecido" e então abençoa a tribo e a audiência. Há também alusões textuais a 'Claude' sendo crucificado e ao final ele é escolhido para dar sua vida pelos outros. Berger é visto como uma representação de João Batista, preparando o caminho para 'Claude'.
Músicas como "Good Morning Starshine" e "Aquarius" mostram o interesse da  contracultura dos anos 60 na Astrologia e nos conceitos cósmicos. A segunda é o resultado da pesquisa de James Rado em seu próprio signo astrológico. A astróloga da companhia, Maria Crummere, era sempre consultada sobre o elenco. Sheila era normalmente interpretada por uma atriz de Libra ou Capricórnio e Berger por um ator de Leão, apesar de Gerome Ragni, o Berger original, ser de Virgem.
Crummere também era consultada com relação à data de estreia mais propícia para o musical. Foi ela que escolheu o dia 29 de abril de 1968 para a estreia na Broadway: "o dia 29 era auspicioso porque era noite de lua cheia, indicando que o público viria em massa. A posição dos "fazedores da história" (Júpiter, Urano e Plutão) na décima casa, fariam o show ser único, poderoso e sucesso de bilheteria. E o fato de que Netuno estava ascendente, predizia que Hair criaria uma reputação envolvendo sexo."
No México, quando Crummere não escolheu a data da estreia, Hair foi encerrado após a primeira apresentação e o elenco preso e deportado. Ela também não ficou satisfeita com a data marcada para a estreia em Boston, quando os produtores foram processados por conteúdo imoral.

### Literatura e simbolismo
Hair faz muitas alusões às peças de William Shakespeare, especialmente Romeu e Julieta e Hamlet, e algumas vezes usa material lírico diretamente de Shakespeare. A letra de "What a Piece of Work Is Man" é retirada da segunda cena do Segunto Ato de Hamlet. Em "Flesh Failures/Let The Sun Shine In", os versos "Eyes, look your last!/ Arms, take your last embrace! And lips, O you/ The doors of breath, seal with a righteous kiss" são de Romeu e Julieta. Simbolicamente, a indecisão de Claude entre queimar ou não seu cartão de convocação, e que ao final causa seu desaparecimento, é visto como um paralelo a Hamlet.
O simbolismo se faz presente na última cena, quando Claude aparece entre seus amigos como um espírito fantasmagórico em uniforme militar, num irônico eco de uma cena anterior, e diz: "Eu sei porque eu quero ser invisível". Oskar Eustis, diretor artístico do Public Theater, analisa a relação: "Ambos, 'Hair' e 'Hamlet', são centrados em dois brilhantes idealistas que lutam para achar seu lugar num mundo corrompido pela guerra, violência e políticos venais. Os dois veem as possibilidades luminosas e as mais duras realidades do ser humano. Ao final, incapazes de combater com eficiência o mal ao seu redor, ambos sucumbem."
Outras referências literárias são o retrato de Scarlett O'Hara de E o Vento Levou e do ativista e poeta negro LeRoi Jones durante a 'viagem ' da Tribo; a canção "Three-Five-Zero-Zero" também é baseada no poema Wichita Vortex Sutra, de Allen Ginsberg.

## Carreira
Hair estreou na Broadway, no Biltmore Theatre, em 29 de abril de 1968, dirigido por Tom O'Hogan, com coreografia de Jule Arenal, cenografia de Robin Wagner, figurinos de Nancy Potts e iluminação de Jules Fisher. O elenco original e os personagens que representaram era composto por James Rado (Claude), Gerome Ragni (Berger) (os dois autores nos papéis masculinos principais), Steve Curry (Woof), Lynn Kellogg (Sheila), Sally Eaton (Jeanie), Lamont Washington (Hud), Shelley Plimpton (Crissy), Melba Moore (Dionne), Jonathan Kramer (travesti) e Diane Keaton — anos depois vencedora do Oscar — Donnie Burks, Lorrie Davis, Paul Jabara — que nos anos 70 e 80 comporia sucessos para Donna Summer, Barbra Streisand e The Weather Girls — Ronnie Dyson, Leata Galloway, Emmaretta Marks (integrantes da Tribo), entre outros.

James Rado (centro), Steve Curry, Lynn Kellog, Melba Moore, Emmeretta Marks, Ronnie Dyson e outros. O elenco original de Hair na Broadway, 1968. Foto: © Dagmar.

Além do elenco original, durante a carreira do musical outros nomes famosos no show business americano fizeram parte do elenco, como Ben Vereen, Keith Carradine, Meat Loaf e Joe Butler, baterista e vocalista do Lovin' Spoonful.
A produção do musical logo se viu envolvida num processo judicial com os organizadores do Prêmio Tony. Depois de assegurar a Michael Butler que todos os espetáculos que tiveram pré-estreias até 3 de abril estariam elegíveis para concorrer aos prêmios, a direção da New York Theatre League, que administra os Tony, voltou atrás e estipulou a data de 19 de março de 1968 como o prazo máximo para que os concorrentes do ano pudessem participar, o que deixava Hair de fora. Os produtores então processaram a entidade, mas não conseguiram ganhar a causa nem forçar os administradores do Tony a reconsiderarem.
Hair participou dos Tony apenas no ano seguinte, 1969, indicado para Melhor Musical e Melhor Diretor mas perdeu nas duas categorias.  O musical entretanto, continuou seu sucesso de público por 1750 apresentações na Broadway, encerrando apenas em 1 de julho de 1972.
Da Broadway, várias montagens da peça foram feitas pelos Estados Unidos, iniciando por Los Angeles para onde foram alguns dos integrantes do elenco original, incluindo os dois autores, e depois São Francisco e Chicago, chegando a haver nove produções simultâneas e fixas em cidades diferentes, além de um grupo que saiu em turnê nacional pelo país. As produções regionais tinham em seu elenco atores locais, mas em algumas delas os atores originais também participavam fazendo seus personagens da Broadway. O'Horgan, Rado e Ragni muitas vezes aproveitavam improvisações feitas nestes espetáculos para os incorporarem ao musical em Nova York, como quando galinhas vivas foram jogadas no palco em Los Angeles.
Na época, era extremamente raro que tantas montagens secundárias fossem espalhadas pelo país enquanto uma peça ainda estivesse sendo apresentada na Broadway. O produtor Michael Butler, que tinha declarado que Hair era o "mais poderoso libelo anti-guerra jamais escrito", disse que a razão para isso é que ele queria que mais pessoas tivessem contato imediato com as mensagens do musical, para influenciar a opinião pública contra a Guerra do Vietnã e terminá-la o mais rápido possível.

### Montagens internacionais
A primeira estreia de Hair fora dos Estados Unidos foi no West End de Londres, em 27 de setembro de 1968, com o mesmo time criativo da Broadway. A estreia foi adiada até a abolição da censura nos teatros ingleses feito pelo Theatres Act 1968. Tal como aconteceria em outras produções iniciais estrangeiras, a primeira montagem inglesa adicionou pitadas de alusões locais junto às originais vindas da Broadway. Entre os atores do elenco original britânico estavam Elaine Paige e Tim Curry, em sua primeira peça completa antes de tornar-se um astro internacional com o musical e o filme The Rocky Horror Picture Show. A carreira do musical em Londres foi ainda mais longa que na Broadway, durando 1997 apresentações, até ser interrompida em julho de 1973 depois do desabamento do teto do teatro onde era encenado.

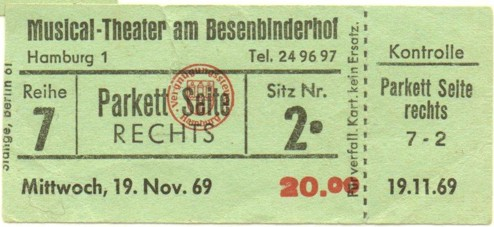
Bilhete de ingresso de Hair em Hamburgo, Alemanha (19 de novembro de 1969)

O trabalho de cuidar das produções em língua não-inglesa foi entregue a Bertrand Castelli, sócio de Butler e co-produtor executivo do musical original. Castelli tormou a decisão de encenar a peça na linguagem local de cada país, numa época em que quase todos os shows oriundos da Broadway encenados pelo mundo eram encenados em inglês. As traduções seguiam o roteiro original e os mesmos cenários da Broadway eram usados. Cada roteiro continha referências da cultura local, como o nome de ruas e de autoridades ou celebridades de cada país. Ele produziu pessoalmente versões no México, França e Alemanha, algumas vezes dirigindo o próprio espetáculo.
A versão alemã estreou em 25 de outubro de 1968 em Munique e trazia a cantora Donna Summer entre as integrantes da Tribo. Em Paris, ele estreou em 1 de junho de 1969. e a ansiedade do público francês em vê-lo fez com que US$ 60 mil em ingressos fossem vendidos antes da estreia.
Outra notável montagem de Hair aconteceu em Belgrado, na antiga Iugoslávia, a primeira versão do musical num país comunista.  Dirigido por uma produtora-diretora local, o musical teve a presença do presidente Tito e foi uma das versões favoritas da dupla Rado e Ragni, com o segundo dizendo para o público que ali não haviam "preconceitos da classe media". O roteiro do Hair iugoslavo incluía farpas atiradas à Mao Zedong e à Albânia, rival tradicional do país.
Em 1970, Hair havia se tornado um grande sucesso financeiro mundial, com montagens em dezenove países fora dos Estados Unidos, incluindo Argentina, Austrália, Áustria, Brasil, Canadá, Dinamarca, Finlândia, Itália, Japão, Noruega e Suécia. As várias produções simultâneas do musical estavam faturando cerca de US$ 1 milhão a cada dez dias e royalties estavam sendo recebidos de 300 gravações diferentes das músicas, fazendo de Hair a "mais bem sucedida trilha sonora escrita especialmente para um musical da Broadway em todos os tempos."

## Recepção
A recepção da crítica após a estreia na Broadway, foi, com algumas exceções, esmagadoramente positiva. Clive Barnes, no New York Times, escreveu: "O que é tão agradável em Hair? Acho que é simplesmente porque ele é agradável. Tão novo, tão fresco e tão despretensioso, mesmo em suas pretensões." O Wall Street Journal resenhou: "… o show é exuberante, desafiador e a produção explode por todos os cantos do Biltmore Theater". No New York Post, "Hair tem uma surpresa, ou talvez seja um charme intencional, seu bom humor é contagiante e seu sabor juvenil o torna difícil de resistir".
As críticas na televisão foram ainda mais entusiásticas. A ABC disse que "Os atores são os hippies mais talentosos que você jamais viu, dirigidos de uma maneira lindamente selvagem por Tom O'Horgan." Para Leonard Probst da NBC, "Hair é o único novo conceito em musicais da Broadway em anos e é o mais divertido deste ano." John Wingate da WWOR-TV elogiou a dinâmica trilha sonora de MacDermot que "explode e se eleva" e Len Harris da CBS decretou: "eu finalmente encontrei o melhor musical da temporada. É aquele desleixado, vulgar e fantástico rock musical de amor tribal chamado Hair".
Já as revistas trouxeram altos e baixos em suas resenhas. Para a Variety, a mais pessimista delas, Hair era "... um musical estúpido, sem história, forma, música, dança, beleza ou arte… é impossível dizer inclusive se o elenco tem talento. Mas talvez talento seja irrelevante neste novo tipo de show business." Para um crítico da Time, "... apesar de mostrar vitalidade, ele é prejudicado por ser um musical sem estrutura e, como um peixe sem osso, oscila quando deveria nadar." Jack Kroll, da Newsweek, entendeu diferente e bem humoradamente que "não há como negar a unidade cinética pura deste novo Hair. Existe algo difícil, contagiante, ligeiramente corrupto na virtuosidade de O'Hogan, como se ele fosse um Busby Berkeley mal intencionado."
Conhecendo as críticas ao musical em sua época de lançamento, em 2001 o dramaturgo e escritor Scott Miller escreveu, em seu livro Rebels with Applause: Broadway's Ground-Breaking Musicals: "... algumas pessoas não conseguem ver sob  a aparência de caos e aleatoriedade a brilhante construção e as sofisticadas imagens escondidas em Hair. Não apenas as letras das músicas geralmente não rimam, mas muitas das canções não tem exatamente um fim, apenas diminuindo e parando de repente, assim a audiência fica sem saber quando deve aplaudir… ele rejeitou todas as convenções anteriores da Broadway, do teatro tradicional em geral e especificamente dos musicais americanos. E era brilhante."

## Controvérsias
Hair desafiou muitas das normas da sociedade ocidental vigentes em 1968. O nome do musical, que deriva de uma pintura do artista da pop art Jim Dine, que mostra um pente e alguns fios de cabelo, era uma reação às restrições da civilização e seu consumismo e uma opção pelo naturalismo. James Rado relembra que cabelos compridos era "uma forma visível de consciência na expansão de seu consciente. Quanto maior era o cabelo, mais expansiva era a mente. Cabelos longos eram algo chocante e era um ato revolucionário deixá-los crescer. Era, realmente, como se fosse uma bandeira."
O musical levantou controvérsias desde que surgiu nos palcos. O final do Primeiro Ato, onde os atores ficam nus, foi a primeira vez que a Broadway viu atores e atrizes inteiramente nus em cena. Ele também foi acusado de profanação à bandeira nacional e linguagem obscena. Estas polêmicas, junto com a postura e o tema anti-Guerra do Vietnã, ocasionou algumas ameaças e atos de violência nas primeiras apresentações de Hair e se tornaram a base de ações legais contra os produtores, tanto nas montagens fixas em outras cidades, quanto nas apresentações em turnês pelo país. Dois casos de tentativa de censura foram parar na Suprema Corte dos Estados Unidos.
A companhia de Hair que excursionou pelo interior dos Estados Unidos foi a que mais enfrentou resistências morais. Em Indiana, a produção sofreu piquetes de diversos grupos religiosos. No Texas, a montagem era constantemente ameaçada de ser fechada pelas autoridades. Em Chattanooga, no Tennessee, as autoridades se negaram a ceder o auditório público da cidade para a montagem, o que depois foi contestado pela Suprema Corte como censura e inconstitucional.
Em Boston, as medidas legais tomadas pela autoridades locais contra Hair por causa, em princípio, da cena com a bandeira americana, foram também levadas à Suprema Corte pelos produtores. Mesmo com a cena removida antes da abertura, a procuradoria-geral da cidade continuou tentando impedir a exibição depois da temporada iniciada sob o argumento de que cenas lascivas e libidinosas aconteciam no palco. Depois de uma batalha legal que passou pela Suprema Corte de Massachusetts, a apelação à Suprema Corte federal decidiu em favor dos produtores citando a liberdade de expressão e as autoridades foram obrigadas a permitir a reabertura do espetáculo em 22 de maio de 1970, preliminarmente censurado após já ter estreado.
Em abril de 1971, uma bomba foi jogada na frente do teatro que o exibia em Cleveland, destruindo vidros e abalando e causando danos na marquise no edifício. No mesmo mês, familiares do integrante do elenco local Jonathan Johnson e do diretor de palco Rusty Carlson morreram num incêndio num hotel que alojava 33 membros do elenco. Em St. Paul, Minnesota, um clérigo protestante soltou dezoito ratos brancos dentro do teatro.
Mesmo em Nova York, um protesto silencioso feito na Broadway foi muito noticiado pela imprensa. Os astronautas James Lovell e John Swigert, recém-retornados da dramática missão da Apollo 13 (que, por ironia, tinha o módulo lunar que os salvou a vida batizado como 'Aquarius') retiraram-se no meio do espetáculo por considerarem que o musical pregava o antiamericanismo por causa da cena com a bandeira americana.
Por outro lado, em São Francisco a população hippie considerava Hair como uma extensão deles mesmos e de suas vidas nas ruas. Frequentemente ultrapassavam a barreira entre arte e realidade meditando em conjunto com os integrantes do elenco ou subindo ao palco durante o espetáculo. Henry Kissinger foi visto na plateia de uma das apresentações em Washington D.C. e a Princesa Anne, então com 18 anos, foi flagrada dançando no palco durante uma das apresentações em Londres.

### Reações pelo mundo
No exterior, as montagens da peça também tiveram problemas e conviveram com protestos conservadores. Em 1969, a noite de estreia do musical em Sydney, Austrália, teve que ser interrompida devido a uma ameaça de bomba. No mesmo ano, em Acapulco, México, ele foi exibido por apenas uma noite. Após o encerramento, a polícia interditou o teatro, que se localizava na mesma rua de um famoso bordel da cidade, dizendo que a produção era "prejudicial à moral da juventude mexicana" e prendeu o elenco americano que lá se apresentou, entregando-os ao Departamento de Imigração. A equipe concordou em deixar o país mas complicações legais fizeram com que fossem obrigados a se esconder. Dias depois, foram todos expulsos do México.
Até em Paris, onde a nudez não era incomum nos palcos e o elenco se desnudou quase religiosamente, a peça encontrou alguma oposição, como quando um membro do Exército da Salvação local, usando um megafone, começou a exortar os espectadores para que interrompessem o espetáculo. Em Bergen, na Noruega, cidadãos fizeram uma barreira humana na porta do teatro para impedir a entrada do público.
 Na montagem de Munique, as autoridades ameaçaram cancelar o musical se a cena de nudez não fosse suprimida; porém, depois que um relações-públicas local declarou de público que seus parentes haviam marchado assim, nus, para Auschwitz, as autoridades cederam.
Hair efetivamente marcou o fim da censura nos palcos britânicos. O censor de teatros de Londres, Lord Chamberlain, inicialmente recusou-se a conceder a licença para a exibição do musical, e a estreia foi adiada até que o Parlamento passou uma lei retirando dele o poder de licenciamento de obras teatrais.

## Legado
Hair foi o primeiro musical conceitual, uma forma de expressão que dominou o teatro musical norte-americano nos anos 70. Musicais como Follies, Company e Pacific Overtures refinaram o gênero enquanto A Chorus Line, de Michael Bennett, o popularizou. Assim como Hair, A Chorus Line foi construído durante um período de experiência no The Public Theater de Joseph Papp.
Apesar do aparecimento de musicais conceituais terem sido uma consequência inesperada da tomada da Broadway por Hair no fim dos anos 60, a esperada revolução do rock nos musicais não se completou. Depois dele, MacDermot compôs três peças musicais roqueiras sucessivas, Two Gentlemen of Verona (1971); Dude (1972), um segunda colaboração com Ragni e Via Galactica (1972). Apesar do sucesso do primeiro, que conquistou público e ganhou um Tony de Melhor Musical, Dude fracassou depois de apenas dezesseis apresentações e Via Galactica após um mês. Jesus Cristo Superstar (1970) e Godspell (1971), foram dois sucessos do gênero, de temática religiosa. Grease (1975) reverteu o rock aos anos 50 e musicais de temática negra como The Wiz foram fortemente influenciados pelo blues, gospel e soul music. Ao fim da década de 70, entretanto, o gênero tinha se esgotado.
Exceto por alguns postos avançados do rock como Dreamgirls e A Pequena Loja dos Horrores no começo da década, o gosto do público nos anos 80 migrou para os megamusicais com trilhas pop como O Fantasma da Ópera e Os Miseráveis. Nos anos 90, poucos musicais, como Rent, conseguiram sucesso com a temática rock.
Por outro lado, Hair teve um profundo efeito não apenas no que passou a ser aceito na Broadway, mas como parte do movimento social que ele celebrava. Em 1970, por exemplo, Michael Butler, Castelli e vários elencos de Hair contribuíram para o levantamento de fundos para a World Youth Assembly, uma organização patrocinada pelas Nações Unidas criada em conexão com a celebração do 25º aniversário da ONU. A Assembleia escolheu 750 jovens de todo o mundo para encontraram-se em Nova York em julho de 1970 para discutirem temas sociais. Durante uma semana, membros dos elencos de todas as partes do mundo onde ele era encenado recolheram donativos a cada show para este fundo. No total, conseguiram US$ 250 mil e acabaram sendo os principais financiadores da assembleia. Atores integrantes das Tribos contribuíram com um dia de salário e Butler com um dia de seus lucros de cada uma das montagens existentes ao redor do mundo.
Graças a seu tema universal, Hair continua, até hoje, a ser uma das principais escolhas de produção de elencos amadores de escolas, cursos de arte dramática e universidades de todo mundo. Sua influência foi sentida não apenas nas artes, mas também nos costumes da sociedade. Como observou Ellen Stewart, fundadora do La MaMa:
 "Hair chegou de jeans, roupas confortáveis e coloridas, sons, movimentos… e você pode ir a um escritório e ver uma secretária hoje em dia e ela está de jeans…você pode ir a qualquer lugar que quiser assim e é o que Hair fez, e continua fazendo, décadas depois....uma espécie de emancipação, uma emancipação espiritual que veio da montagem de O'Horgan. Até os dias de hoje, Hair tem influenciado cada pequena coisa que você vê na Broadway, off-Broadway, off-off-Broadway. Em qualquer lugar do mundo você vê elementos das técnicas experimentais que Hair trouxe não apenas para a Broadway mas para o mundo todo.".

## No cinema
Hair foi levado ao cinema em 1979 pelo diretor tcheco Milos Forman, com roteiro de Michael Weller e coreografado por Twyla Tharp. No elenco, nomes como John Savage, Treat Williams, Beverly D'Angelo e dois integrantes do musical original da Broadway, Melba Moore e Rony Dyson. Filmado em grande parte no Central Park e no Washington Square Park em  Nova York, o filme difere em muitos pontos do musical original, a começar pela eliminação de diversas músicas constantes na peça.
Personagens também tiveram seus perfis mudados. Nele, "Claude" é um inocente recruta de Oklahoma que chega a Nova York para integrar-se ao exército, convocado para o Vietnã, e "Sheila" é uma socialite nova-iorquina que lhe chama a atenção. Na que talvez seja a maior liberdade com a história original, um engano acaba mandando Berger, ao invés de Claude, ao Vietnã, onde ele morre na guerra.
Estreando mundialmente como hors concours no Festival de Cinema de Cannes, o filme, apesar das mudanças, teve sucesso de público e recebeu críticas positivas importantes como a de Vincent Canby, do New York Times, que escreveu " …as invenções de Weller (o roteirista) fizeram este Hair ser mais divertido que o original. Ele também deu tempo e espaço para o desenvolvimento dos personagens que, no palco, tinham que expressar a si mesmos quase que inteiramente por música. O elenco é soberbo e o filme, de maneira geral, é delicioso." A Time afirmou que "Hair é bem sucedido em todos os níveis — como um divertimento vulgar, um drama emocional, um espetáculo estimulante e uma observação social provocadora."
Em 2004, "Aquarius", cantada no filme por Ren Woods, recebeu a 33ª posição entre as 100 maiores músicas do cinema pelo American Film Institute.
James Rado e Gerome Ragni, porém, ficaram insatisfeitos com o resultado, achando que Forman retratou os hippies como "algum tipo de aberração" sem qualquer ligação com o movimento pacifista, falhando em transportar para a tela a essência original da obra. Eles declararam que qualquer semelhança entre o filme e o musical se limita a algumas canções, o título em comum e o nome dos personagens. Na opinião dos autores, a verdadeira versão cinematográfica de Hair ainda não foi feita.

## Remontagem
Depois de seu encerramento na Broadway em 1972, Hair teve diversas remontagens nos Estados Unidos e no exterior. A primeira delas, mal sucedida, foi no mesmo Biltmore Theater cinco anos depois, em 1977, onde ele ficou apenas 43 dias em cartaz. Apesar de produzido pela mesma equipe, o musical teve críticas de maneira geral negativas, com o New York Times dizendo que ".... nada envelhece pior do que grafite" e que a "... produção mostrava apenas suas cinzas."
Na década seguinte, algumas outras montagens se seguiram em Chicago e em Montreal. Em maio de 1988, o 20º aniversário da estreia na Broadway foi comemorado com uma apresentação na Assembleia Geral das Nações Unidas em benefício de crianças com AIDS, que contou com a presença da primeira-dama dos Estados Unidos Nancy Reagan. Rado, Ragni e MacDermot reuniram-se para criar nove novas canções e 168 atores que participaram de Hair em todo mundo se apresentaram na montagem. A renda de espetáculo, que teve ingressos vendidos a até 5 mil dólares, foi integralmente entregue ao Comitê dos Estados Unidos para a UNICEF e para o Fundo de Crianças com AIDS da Creo Society.
Após a morte de Gerome Ragni em 1991, Rado e MacDermot continuaram a escrever canções para os revivals do musical que ocorreram nos anos 90 pelos Estados Unidos e no exterior. Em 1992, uma montagem especial, Hair Sarajevo AD 1992, foi apresentada durante o Cerco de Sarajevo — e na própria cidade sitiada — como um apelo à paz na Bósnia.

### Broadway 2009
O relançamento de maior sucesso de Hair, porém, aconteceu em 2009 na Broadway, quando ganharia o Tony Award que não conseguiu receber em seu lançamento original em 1968. Dirigido por Diane Paulus — que já havia dirigido uma remontagem especial em 2007, em comemoração aos 40 anos da peça, apresentada em forma de concerto de rock por três dias no Delacorte Theater, um teatro aberto no Central Park — o musical estreou oficialmente no Al Hirschfeld Theatre em 31 de março. Coreografada por Karole Armitage, trouxe no elenco jovens atores como Gavin Creel, Will Swenson, Caissie Levy, Allison Case, Darius Nichols, Bryce Ryness, Kacie Sheik e Sasha Allen.

Cartaz da remontagem de Hair na Broadway (2009).

A resposta da crítica foi quase unanimemente positiva. A Variety, que em 1968 tinha feito uma crítica bastante negativa da peça, resenhou: "A diretora Diana Paulus e seu elenco extremamente talentoso conectam-se com a história de maneira a ir direto ao coração do rock-musical de 1967, gerando uma enorme energia que se irradia pelas vigas do teatro. O que poderia ter sido apenas nostalgia, ao invés disso se torna uma imersão completa numa grande festa. Se esta produção explosiva não mexer alguma coisa em você, então está na hora de você checar seu pulso." Elizabeth Vincentelli do New York Post escreveu: "Hair emerge em triunfo. Eu tenho zero nostalgia pelos anos 60 mas adoro ESTE Hair". A manchete do New York Daily News trazia: "Hair Revival's High Fun!" (A grande diversão do relançamento de Hair!)"
Remontada inicialmente pela direção do The Public Theater em 2008, o novo musical teve problemas na sua transferência para a Broadway. Os produtores encontraram dificuldades em levantar os 5,5 milhões de dólares do orçamento necessário por causa da crise econômica de 2008-2009, mas conseguiram o financiamento depois de algum tempo graças a novos parceiros comerciais conquistados. A diretora Paulus colaborou criando um novo cenário mais econômico. O sucesso popular fez com que o musical arrecadasse mais de 800 mil dólares em apenas duas semanas. Em 30 de abril de 2009, no programa de televisão The Late Show with David Letterman, da CBS, o novo elenco recriou exatamente o mesmo número apresentado no palco do Teatro Ed Sullivan — onde o talk-show é apresentado — quarenta anos antes pelo elenco original, cantando "Aquarius", "Let The Sunshine In" e interagindo com o auditório. Ao final da apresentação, Letterman descreveu o número como "fantástico".
A remontagem conquistou o Prêmio Tony de Melhor Revival de Musical e o Drama Desk Award for Outstanding Revival de 2009. Em agosto de 2009, cinco meses após a estreia, Hair tinha recuperado todo seu investimento financeiro inicial, tornando-se um dos musicais de mais rápida recuperação financeira da história da Broadway. A nova carreira do musical encerrou-se em 27 de junho de 2010, depois que o elenco original transferiu-se para Londres, para um relançamento no West End, com o próprio elenco da Broadway. Ao terminar a carreira da mais bem sucedida remontagem de sua história, Hair havia sido apresentado 519 vezes, entre março de 2009 e junho de 2010.
O álbum gravado pelo novo elenco recebeu o Prêmio Grammy de Melhor Álbum de Musical. Lançado em 23 de junho, estreou nas paradas no nº1 da Billboard Top Cast Album e atingiu a 63ª posição da Billboard 200, trazendo nele novas músicas nunca gravadas antes.

## Produção brasileira

Imagem da versão brasileira de Hair no início dos anos 70. À frente, Ney Latorraca.

Hair estreou no Brasil em outubro de 1969, pouco depois da edição do AI-5, durante o período mais duro da ditadura militar no país, quando a cassação de direitos políticos, censura aos meios de comunicação e a prisão e tortura dos adversários do regime ocorriam constantemente. O musical estreou no Teatro Bela Vista em São Paulo após longa negociação de seus produtores com a censura. A montagem original tinha várias cenas de nudez, e foi necessário chegar a um acordo em que os atores apareceriam nus uma única vez na peça e imóveis, durante um minuto apenas.
A Altair Lima Produções encenou o musical com produção de Maria Célia Camargo e direção de Ademar Guerra, versão de Renata Pallottini, direção musical de Claudio Petraglia na versão paulista e de Geny Marcondes na montagem carioca posterior. O pianista João Carlos Pegoraro foi o pianista e ensaísta da peça e quem acompanhou o musical, mais tarde incluindo no seu trabalho Jesus Cristo Superstar e Godspell (este trabalhando como maestro/arranjador).
Hair contou em seu elenco, entre 1969 e 1972, com vários atores jovens, muitos deles ainda desconhecidos, que mais tarde se tornariam astros do cinema e da televisão. O elenco original era encabeçado por Altair Lima, Aracy Balabanian, Armando Bogus, Bibi Vogel, Sonia Braga, Laerte Morrone, Helena Ignez, Fernando Reski, Ricardo Petraglia, Maria Regina, Ariclê Perez, Maria Helena Dias, Neuza Borges, Zezé Motta, Rosa Marya Colin, José Luiz de França Penna (depois deputado do Partido Verde), Buza Ferraz, Ivone Hoffman, entre outros. Mas o rodízio de atores foi grande devido à extensa temporada de dois anos em cartaz, e assim, passaram por lá também, Luiz Fernando Guimarães, Célia Olga, Antonio Pitanga, Cléo Ventura, Esther Góes e Edyr de Castro (mais tarde uma das Frenéticas); posteriormente Antonio Fagundes, Francarlos Reis, Nuno Leal Maia, Ney Latorraca, Denis Carvalho, Tamara Taxman, Maria Aparecida Baxter, José Wilker, Betina Viany, Tânia Scher e Wolf Maia, entre outros.
A grande estrela do musical, porém, foi Sonia Braga, então com 18 anos. A princípio recusada pelo diretor Ademar Guerra, só entrou no elenco por insistência de Altair Lima, também ator do musical e um dos produtores, que comprou os direitos da peça para ser encenada no Brasil e investiu todas as suas economias nela. Também houve, em 1969, o lançamento do disco LP da peça Hair pela Produções Fermata.  Mais tarde, Sonia foi consagrada por Caetano Veloso em seus versos "uma tigresa de unhas negras e íris cor de mel, ela me conta que era atriz e trabalhou no Hair", da música "Tigresa", de 1977.
Seguindo-se ao relançamento do musical na Broadway em 2009, os diretores e produtores Charles Möeller e Cláudio Botelho produziram uma nova montagem brasileira, quarenta anos depois da original, que estreou no Rio de Janeiro em novembro de 2010 e em São Paulo, no Teatro Frei Caneca, em janeiro de 2012, com  trinta jovens atores e cantores também pouco conhecidos do grande público como Hugo Bonemer, Igor Rickli, Letícia Colin, Jana Amorim, e Karin Hils entre outros, escolhidos entre mais de 5 mil inscritos para a seleção do elenco.
Em 2025, Charles Möeller e Cláudio Botelho realizaram uma nova montagem da peça, que estreou em 4 de julho no Teatro Riachuelo, no Rio de Janeiro. Está previsto que a produção siga para São Paulo, onde marcará a reabertura do antigo Teatro Alfa, renomeado BTG Pactual. A peça conta com Rodrigo Simas, Eduardo Borelli, Thati Lopes, Estrela Blanco, Drayson Menezes, Giovanna Rangel, Beatriz Martins, Pietro Dal Monte, Thany Parente, Vinicius Cafer, Wagner Lima e Rafa Vieira.

## Outras produções internacionais
Hair já foi encenado na maioria dos países do mundo. Após a Queda do Muro de Berlim, ele foi apresentado pela primeira vez na Polônia, Líbano, República Tcheca e em Sarajevo, durante a guerra. Em 1999, Michael Butler e o diretor Bo Crowell ajudaram a produzir uma montagem em Moscou, no Parque Gorki. O musical causou a mesma reação na Rússia que o original havia causado trinta anos antes nos Estados Unidos, porque soldados russos lutavam na Chechênia na mesma época.
Em 2003, James Rado escreveu que os únicos lugares onde Hair ainda não tinha sido apresentado eram a China, Vietnã, Cuba, Índia, alguns países da África, o Ártico e a Antártida. Desde então, Hair já foi encenado na Índia.